# John H. Mitchell
John H. Mitchell (Washington megye, 1835. június 22. – Portland, 1905. december 8.) az Amerikai Egyesült Államok szenátora (Oregon, 1873–1879 és 1885–1897 és 1901–1905).